# Ducula chalconota
Pombo-imperial-ruivo ou pombo-imperial-brilhante (Ducula chalconota) é uma espécie de ave da família Columbidae.
Pode ser encontrada nos seguintes países: Indonésia e Papua-Nova Guiné.
Os seus habitats naturais são: regiões subtropicais ou tropicais húmidas de alta altitude.